# Patrick Alexandroni
 (janvier 2025).
Si vous disposez d'ouvrages ou d'articles de référence ou si vous connaissez des sites web de qualité traitant du thème abordé ici, merci de compléter l'article en donnant les références utiles à sa vérifiabilité et en les liant à la section « Notes et références ».
 (mars 2009).
Patrick Alexandroni, né le 29 novembre 1961 au Coteau (Loire) et mort le 16 septembre 2008 à Toulon est un acteur, chanteur et producteur de télévision français.

## Biographie
Comédien à 13 ans, il entre au Conservatoire d'art dramatique de Paris puis est découvert par Lola Mouloudji au Cours Simon, où il aura comme professeur Jean Piat et comme agent Olga Horstig-Primuz. À 14 ans, il enregistre les contes de Perrault tels que Le Chat botté et Le Petit Chaperon rouge. Au théâtre, il joue dans Le Petit Prince de Saint-Exupéry, le rôle de Chérubin dans Le Mariage de Figaro, de Fortunio dans Le Chandelier d'Alfred de Musset et le rôle de Julien dans Colombe d'Anouilh. À 17 ans, il obtient ses premiers castings avec Dominique Besnehard et Jacqueline Joubert.
Au cinéma, il tourne dans On est venu là pour s'éclater avec Marco Perrin et Venantino Venantini en 1979, dans Les Brigades Roses de Jean-Claude Strömme en 1981, dans Le Patient de Wan Clamder, La Peur de Franco Balvicci, puis dans de nombreux téléfilms tels que Le Témoignage de l'enfant de chœur avec Jean Richard en 1988.
De 1978 à 1981, il est aussi la vedette de plusieurs romans-photos sous la direction de Mario Padovan pour les éditions Cino del Duca et enregistre des voix pour de nombreuses publicités chez RTL et Europe 1.
En 1983, découvert par Gérard Louvin et Daniel Moyne, il sort son premier single J'aime, j'aime, chez CBS avec Alain Lévy (musique de Tony Rallo et paroles de Jean Schmitt) qui devient un succès en 1983 sur RMC, NRJ et choisi sur RTL par Monique Le Marcis.
En 1986, il joue le rôle du play boy au théâtre Déjazet, dans une comédie musicale de Lena Ribeiro-Daget : La fugue du bac. Il signe aussi un single chez EMI : J'entends ta voix dont la pochette du 45 tours a été réalisée par Jean-Marc Laurent, homme de média et par ailleurs un de ses proches.
En 1990, on lui doit, entre autres, la création de Mondial Entertainement Télévision et celle de MAD espaces, en collaboration avec TF1 Publicité, M6 Publicité et France télévisions publicité.
En 1996, il produit plusieurs films publicitaires pour Aprilia et Doména Superba.
En 1997, il devient directeur général du développement des nouveaux programmes de télévision pour le Groupe Digital et No Limit.
En 1998, il crée TAO Production en association avec Dominique Cantien et Jacques Vichet.
Dans les dernières années de sa vie, Patrick Alexandroni fut directeur de développement des nouveaux programmes pour Dominique Cantien et ZaZene Production, conseiller en divertissement pour Média Pôle Télé puis consultant et producteur auprès de chaînes de télévision pour des émissions telles que Hymne à la voix présenté par Frédéric Mitterrand, D'Alexandrie à Claude François présenté par Claude François junior et Frédérique Bedos, Prime Time France 2, Nos années 70, Plein Soleil, Qu'est-ce que tu fais pour les vacances ? présenté par Arnaud Poivre d'Arvor, Sortie de nuit, Les Portes de l'évasion, Première Escale pour France Supervision en 16/9, Spécial Disco Latino, Spécial Raï à Marrakech, Elles ont fait des bébés toutes seules et divers reportages people pour Célébrités de Pascal Brugnot (sur TF1), Spécial Laetitia Casta présenté par Paul Amar (sur France 2), etc. Il est l'un des premiers producteurs à produire en 16/9 avec la réalisatrice Chantal Baumann.
Il a succombé à un arrêt cardiaque dans la nuit du 16 au 17 septembre 2008.

## Filmographie

### Cinéma
- 1979 : On est venu là pour s'éclater de Max Pécas
- 1981 : Les Brigades Roses de Jean-Claude Strömme

### Télévision
- 1988 : Les Enquêtes du commissaire Maigret de Michel Subiela, épisode Le Témoignage de l'enfant de chœur

## Discographie
- 1983 : J'aime, j'aime
- 1983 : Année zéro
- 1984 : Rendez-vous dans ton cœur
- 1985 : Allo je t'aime
- 1985 : Ciao ! Goodbye…
- 1986 : J’entends ta voix